# JVA Automóviles Especiales
JVA Automóviles Especiales S.A. ist ein argentinischer Hersteller von Automobilen.

## Unternehmensgeschichte
Jorge Vázquez gründete das Unternehmen im September 1996 in Buenos Aires. 1997 oder 1998 begann die Produktion von Automobilen. Der Markenname lautet JVA. Im Jahr 2000 entstanden sechs Fahrzeuge, im Folgejahr fünf, 2002 acht und 2003 zehn.

## Fahrzeuge
Als erstes Modell erschien mit dem 550 Spyder eine Nachbildung des Porsche 550. Ein modernes Fahrgestell bildete die Basis. Darauf wurde eine offene Karosserie aus Fiberglas montiert. Zur Wahl standen anfangs ein Vierzylindermotor von Volkswagen mit 1600 cm³ Hubraum und 70 PS Leistung sowie zwei Motoren von Audi mit 1800 cm³ Hubraum und 94 PS und 2000 cm³ Hubraum und 100 PS.
Als weiteres Modell ist die Nachbildung des Maserati A 6 GC 3 Monofaro aus den 1950er Jahren genannt. Ein VW-Motor mit 1600 cm³ Hubraum und 85 PS Leistung treibt die Fahrzeuge an.
Im Jahr 2000 entstand als Prototyp das Coupé STU, dessen Motor 450 PS leistete.
Im Folgejahr wurde dieses Modell als Fulgur SP produziert, nun mit einem 600 PS starken Motor. 2006 erfolgte die Herstellung dieses Modells nur nach Auftrag.
2003 ergänzte die Nachbildung des Alfa Romeo 6 C 3000 von 1953 das Sortiment. Die Produktion war auf sechs Fahrzeuge limitiert.
Ab 2005 gab es auch den Nachbau des Alfa Romeo TZ 2.
Im August 2016 listete das Unternehmen auf seiner Internetseite die Modelle 550 und Monofaro.
Das Auktionshaus Artvalue.com bot am 5. April 2005 ein Fahrzeug auf einer Auktion in Frankreich an und erwartete einen Verkaufspreis von 25.000 bis 30.000 Euro.